# Raymond, Mississippi
Raymond är en av två administrativa huvudorter i Hinds County i Mississippi. Den andra huvudorten är Jackson. Vid 2010 års folkräkning hade Raymond 1 933 invånare.

## Kända personer från Raymond
- John Bell Williams, politiker